# Український вісник (1970—1972, 1987—1989)
Український вісник — позацензурний суспільно-політичний журнал. Виходив як самвидав від січня 1970 до березня 1972 (випуски 1–6) у Львові та з серпня 1987 по березень 1989 рр. (Київ — Львів, випуски 7–14). Видавець і відповідальний редактор — журналіст В'ячеслав Чорновіл.
У вступному слові «Завдання „Українського вісника“», яке відкривало перші шість випусків, декларувалося, що видання «не антирадянське і не антикомуністичне», подаватиме об'єктивну інформацію про порушення свободи слова та прав, гарантованих Конституцією СРСР, про судові й позасудові репресії, факти шовінізму й українофобії, становище українських політв'язнів, про акції протесту.
Друкувалися літературні та публіцистичні твори, які ходили у самвидаві, авторами яких були Василь Симоненко, Василь Стус, Іван Світличний, Володимир Романюк, Іван Дзюба, Святослав Караванський, Валентин Мороз, Євген Сверстюк, Іван Сокульський, Іван Гель, Ірина Стасів-Калинець, Ігор Калинець, Олесь Сергієнко та ін.
За довідкою Управління КДБ по Львівській області, «журнал друкувався на друкарських машинках, а потім шляхом розмноження [машинописом і фотоспособом] перших примірників розповсюджувався серед різних осіб».
У підготовці «УВ» брали участь Михайло Косів, Юрій Шухевич, Микола Плахотнюк, Ніна Строката, Надія Світлична, Атена Пашко. Умови для конспіративного друку забезпечувала Олена Антонів, друкували журнал Людмила Шереметьєва, Валентина Чорновіл та Ярослав Кендзьор. Кур'єрами та розповсюджувачами були Стефанія Гулик, Ганна Садовська. Сприяли розповсюдженню журналу Зеновія Франко, Ярослав Дашкевич.
Студентка КДУ з Чехословаччини Анна Коцур вивозила журнал у Пряшів, звідти Павло Мурашко передавав його на Захід. Журнал передруковували видавництво «Смолоскип» ім. В. Симоненка (Балтимор, США), видавництво «Сучасність» (Мюнхен), Українська видавнича спілка у Лондоні та ін., зокрема й англійською та французькою мовами. Публікації журналу часто звучали й цитувалися в ефірі радіо «Свобода».
За розпорядженням Чорновола, заарештованого у січні 1972 р., видання було припинене. Зважаючи на великий авторитет часопису, кілька розрізнених підпільних груп здійснили спроби продовжити його. У 1972 р. — у Києві Євген Пронюк, Василь Овсієнко, Василь Лісовий та Іван Гайдук, але появі журналу завадили арешти. У 1974 р. Степан Хмара (псевдонім — Максим Сагайдак) з Червонограда Львівської області спільно з київськими журналістами Олесем Шевченком та Віталієм Шевченком видали свій «УВ» під числом 7–8 (у 1975 р. перевиданий за кордоном). Цей журнал жорсткіше критикував «окупаційний режим на Україні», наголошував на потребі визначити «чітко окреслену політичну позицію з провідним антиколоніальним напрямком», «об'єднати всі демократичні антиколоніальні групи на Україні», бо тільки в цьому журналі народ бачить «поступ у розгортанні національно-визвольної боротьби за демократію».
Після повернення із заслання Чорновіл разом з Михайлом Горинем, Іваном Гелем, Павлом Скочком, Василем Барладяну відновив видання літературно-художнього та суспільно-політичного часопису. Серпневий 1987 р. випуск був присвячений пам'яті загиблого двома роками раніше у таборі Кучино в Пермській області поета Василя Стуса.
Від випуску 11 (січень 1988 р.) журнал був органом Української Гельсінської Групи, згодом — органом Української Гельсінкської Спілки. Поліграфічним способом його тиражувало Закордонне представництво УГС (Нью-Йорк).
З 5 грудня 1987 р. почали виходити щомісячні експрес-випуски «УВ». З 11 липня 1988 р. — листки пресслужби УГС (по 2–3 на тиждень) і невдовзі випуск журналу було припинено.